# Vad gott kan jag dock göra
Vad gott kan jag dock göra är en gammal psalm i åtta verser som Gustaf Ållon skrev 1694.
Psalmen inleds 1695 med orden:
Hwad godt kan jagh doch giöra
Af egen krafft och rådh
Enligt 1697 års koralbok används samma melodi av åtskilliga andra psalmer Din godhet rätt att lova (nr 135), Gudz godhet skole wij prisa (nr 138), Vad sörjer du så svåra (nr 267), Från Gud vill jag ej vika (nr 283), Jagh kommer för tigh, Herre (nr 320) och Nu är en dag framliden (nr 369) vars melodi (F-moll, 2/2) är från Lyon 1557 troligen nedtecknad i Erfurt först 1572 enligt 1986 års psalmbok. I 1819 års psalmbok och till den hörande Choralbok av J.C.F. Haeffner så är melodin komponerad av Johann Eccard (1553-1611). Enligt 1937 års psalmbok används fortfarande samma melodi som till Från Gud vill jag ej vika (nr 315).

## Publicerad som
- Nr 261 i 1695 års psalmbok under rubriken "Psalmer om ett Christeligit Lefwerne: I gemeen".
- Nr 206 i 1819 års psalmbok under rubriken "Nådens ordning: Den dagliga förnyelsen under bön, vaksamhet och strid mot andliga fiender".
- Nr 397 i 1937 års psalmbok under rubriken "Trons bevisning i levnaden".